# جوليو دوناتي
جوليو دوناتي (بالإيطالية: Giulio Donati)‏ لاعب كرة قدم) إيطالي دولي يلعب في مركز الدفاع، ولد في الخامس من فبراير من العام 1990 لعب في صفوف نادي إنتر ميلان وحقق معه بطولة الدوري الايطالي موسم 2009 - 2010 وبطولة دوري أبطال أوروبا في ذات الموسم، وانتقل إلى الدوري الألماني ليخوض تجربة جديدة مع فريق باير 04 ليفركوزن عام 2013

## مسيرته الكروية

### مع الفرق
ترعرع جوليو دوناتي مع نادي لوكيزي، لكنه سرعان ما جلب أنظار نادي إنتر ميلان الإيطالي الذي قام بضمه لصفوفه سنة 2008.
بدأت مسيرته الاحترافية وشهرته في يوم 16 ديسمبر 2009 في مباراة ثمن نهائي كأس إيطاليا أمام نادي ليفورنو والتي انتصر فيها إنتر بهدف نظيف. 
في يوم 25 يونيو من سنة 2010، عاد مجددا لفريق ليتشي، حيث كانت بدايات مبارياته مع هذا الفريق في الدوري الإيطالي الدرجة الأولى، تحديدا يوم 29 غشت 2010 في مباراة أمام إيه سي ميلان، فاز فيها هذا الأخير بأربعة أهداف نظيفة. كما شارك طيلة الموسم الكروي 2010 - 2011 في 14 مباراة في الدوري الإيطالي ومبارتان في الكأس.
في الموسم الذي يليه، ذهب جوليو دوناتي لنادي بادوفا، وكانت أول مباراة له مع هذا الفريق في الدوري الإيطالي الدرجة الثانية، تحديدا يوم 25 غشت 2011 في مقابلة أمام نادي سامبدوريا، حيث انتهت بالتعادل الإيجابي هدفين لمثلهما. شارك جوليو مع فريقه في هذا الموسم الكروي في 28 مقابلة في الدوري، ومقابلتان في الكأس الإيطالية.
يوم 30 غشت 2012، ثم استقطاب المدافع من طرف نادي جروسيتو، وبعد ذلك بيومان، أي يوم 1 سبتمبر 2012 شارك مع فريقه في أول مباراة له أمام نادي سيتاديلا، والذي فاز فيها هذا الأخير بهدفين مقابل هدف وحيد.

### مع المنتخب
بدأت مسيرة جوليو دوناتي الكروية مع منتخب بلاده يوم 28 أبريل 2010 من خلال المشاركة مع منتخب إيطاليا تحت 20 سنة في مباراة ودية أمام منتخب سويسرا حيث فاز الطاليان ب 3 أهداف مقابل هدفين.
وفي 17 نوفمبر 2010، ثم اختياره أول مرة من أجل المشاركة مع منتخب إيطاليا تحت 21 سنة من طرف المدرب تشيرو فيرارا في مقابلة ودية أمام منتخب تركيا تحت 21 سنة. (فوز 2 - 1). كما ثم اختياره مجددا من طرف نفس المدرب، أي تشيرو فيرارا من أجل خوض تجربة كبيرة مع منتخب بلاده في دورة تولون لسنة 2011، لكنهم سرعان ما غادروا المسابقة بعد إقصائهم في نصف النهائي من طرف متخب فرنسا تحت 21 سنة ليحتل حينها منتخب شباب إيطاليا المرتبة الثالثة في الدورة بعد تغلبهم على منتخب المكسيك بالركلات الترجيحية (6 - 5) بعد نهاية الوقت الرسمي والأشواط الإضافية بهدف لمثله.

## روابط خارجية
- جوليو دوناتي على موقع الاتحاد الأوربي (الإنجليزية)
- جوليو دوناتي على موقع قاعدة بيانات كرة القدم.إي يو (الإنجليزية)
- جوليو دوناتي على موقع Soccerway.com (الإنجليزية)
- جوليو دوناتي على موقع عالم كرة القدم.نت (الإنجليزية)
- جوليو دوناتي على موقع AS.com (الإسبانية)